# Військове звання
Військо́ве звання́ — ранги різних ступенів, що надаються у Збройних силах військовослужбовцям, відповідно до їхньої посади, кваліфікації, фахової підготовки та терміну служби.

## Короткі відомості
Військове звання визначає положення (має права, обов'язки) одних військовослужбовців відносно до інших військовослужбовців. Той, хто має будь-яке старше військове звання, уповноважений до виконання командних функцій над іншими військовими особами у точно визначеному обсязі.
У різних країнах існує близько 20-25 військових звань різного ступеня, тому їх відмітні знаки носять на плечах (погони), на комірі (петлиця) або на рукавах (шеврони та галуни), а також на шапках і шоломах.

## Збройні Сили України
У сучасних Збройних силах країн військові звання поділяються на групи: солдатський (рядовий) склад, молодший сержантський (старшинський) склад, старший сержантський (старшинський) склад, вищий сержантський (старшинський) склад; молодший офіцерський, старший офіцерський склад, вищий офіцерський склад — генерали і адмірали.

### ДляСухопутних військтаПовітряних силУкраїни
Рядовий, сержантський, старшинський склад (погони зразка 2016)
| Категорії         | Рядовий склад | Рядовий склад  | Сержантський і старшинський склад | Сержантський і старшинський склад | Сержантський і старшинський склад | Сержантський і старшинський склад |
| ----------------- | ------------- | -------------- | --------------------------------- | --------------------------------- | --------------------------------- | --------------------------------- |
| Відзнака          |               |                |                                   |                                   |                                   |                                   |
| Українське звання | Солдат        | Старший солдат | Молодший сержант                  | Сержант                           | Старший сержант                   | Головний сержант                  |
|                   |               |                |                                   |                                   |                                   |                                   |
| NATO equivalent   | private E1    | private E2     | corporal                          | sergeant                          | sergeant first class              | first — or master sergeant        |
| rank              | OR-1          | OR-2           | OR-4                              | OR-6                              | OR-7                              | OR-8                              |

Офіцерський склад (погони до 2016)
| Категорії         | Молодші офіцери    | Молодші офіцери | Молодші офіцери   | Молодші офіцери | Старші офіцери | Старші офіцери     | Старші офіцери | Вищий офіцерський склад | Вищий офіцерський склад | Вищий офіцерський склад | Вищий офіцерський склад |
| ----------------- | ------------------ | --------------- | ----------------- | --------------- | -------------- | ------------------ | -------------- | ----------------------- | ----------------------- | ----------------------- | ----------------------- |
| Відзнака          |                    |                 |                   |                 |                |                    |                |                         |                         |                         |                         |
| Українське звання | Молодший лейтенант | Лейтенант       | Старший лейтенант | Капітан         | Майор          | Підполковник       | Полковник      | Генерал-майор           | Генерал-лейтенант       | Генерал-полковник       | Генерал армії України   |
|                   |                    |                 |                   |                 |                |                    |                |                         |                         |                         |                         |
| NATO equivalent   | junior lieutenant  | lieutenant      | senior lieutenant | captain         | major          | lieutenant colonel | colonel        | major general           | lieutenant general      | colonel general         | general of the army     |
| rank              | OF-1c              | OF-1b           | OF-1a             | OF-2            | OF-3           | OF-4               | OF-5           | OF-6                    | OF-7                    | OF-8                    | OF-9                    |

### ДляВійськово-морських силУкраїни
Старшини та матроси (погони до 2016)
| Відзнака          |        |                |                     |                     |                   |                               |         |                          |  |  |  |
| Українське звання | Матрос | Старший матрос | Старшина II статті  | Старшина I статті   | Головний старшина | Головний корабельний старшина | Мічман  | Старший мічман           |  |  |  |
|                   |        |                |                     |                     |                   |                               |         |                          |  |  |  |
| NATO equivalent   | matros | starshy matros | starshina 2nd stage | starshina 1st stage | glavny starshina  | glavny starshina of the ship  | michman | senor — or chief michman |  |  |  |
| rank              | OR-1   | OR-2           | OR-4                | OR-6                | OR-7              | OR-8                          | OR-9a   | OR-9b                    |  |  |  |

Адмірали та офіцери (погони до 2016)
| Категорії         | Молодші офіцери    | Молодші офіцери | Молодші офіцери   | Молодші офіцери    | Старші офіцери    | Старші офіцери   | Старші офіцери   | Адмірали      | Адмірали     | Адмірали |  |
| ----------------- | ------------------ | --------------- | ----------------- | ------------------ | ----------------- | ---------------- | ---------------- | ------------- | ------------ | -------- |  |
| Відзнака          |                    |                 |                   |                    |                   |                  |                  |               |              |          |  |
|                   |                    |                 |                   |                    |                   |                  |                  |               |              |          |  |
| Українське звання | Молодший лейтенант | Лейтенант       | Старший лейтенант | Капітан-лейтенант  | Капітан III рангу | Капітан II рангу | Капітан I рангу  | Контр-адмірал | Віце-адмірал | Адмірал  |  |
|                   |                    |                 |                   |                    |                   |                  |                  |               |              |          |  |
| NATO equivalent   | junior lieutenant  | lieutenant      | senior lieutenant | captain lieutenant | captain 3rd rank  | captain 2nd rank | captain 1st rank | rear admiral  | vice admiral | admiral  |  |
| rank              | OF-1c              | OF-1b           | OF-1a             | OF-2               | OF-3              | OF-4             | OF-5             | OF-6          | OF-7         | OF-8     |  |

### Історична довідка
Про військові звання у княжому і козацькому військах дивіться статті: військовий старшина, генеральна старшина, полкова старшина, сотенна старшина, десяцький, козацька старшина, соцький, старшина козацької артилерії, тисяцький, п'ятидесятник.

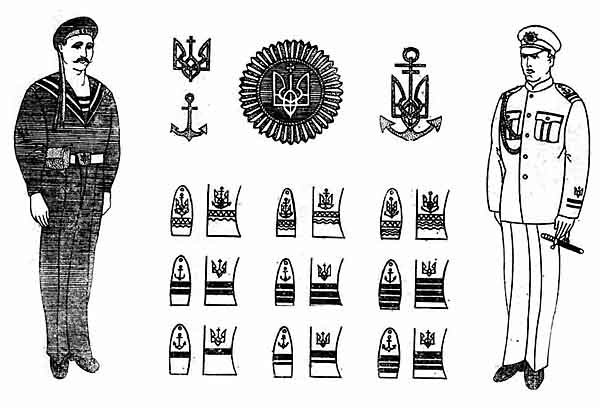
Форма Військово морських сил України (1918)
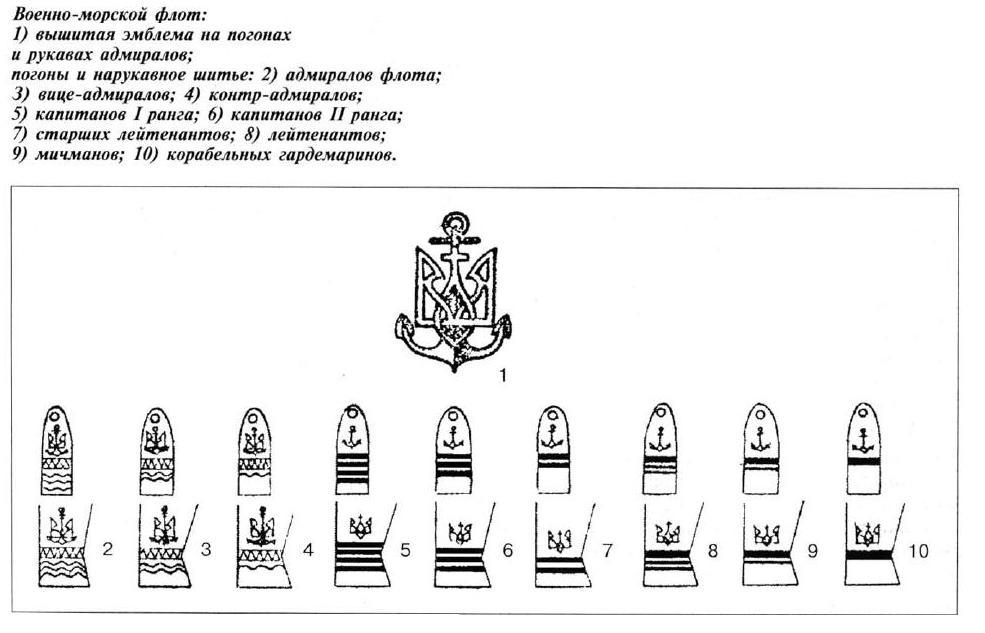
Елементи Українського Державного Флоту (1918-1924 )
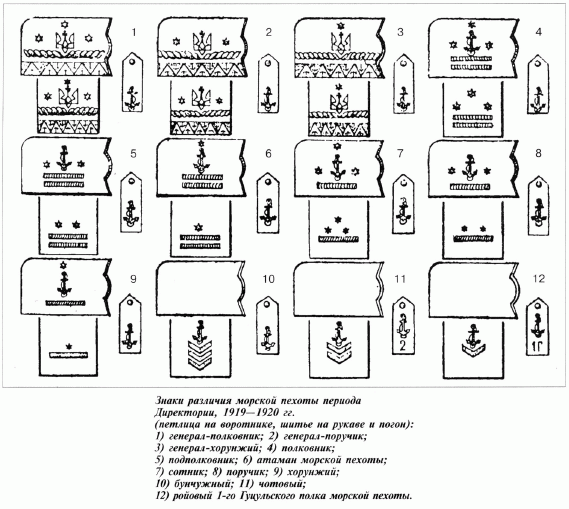
Знаки гуцульського полку морської піхоти.(1920)

| Нова емблема сухопутних військ і ВПС України (Від генерала армії до старшого солдата) | Нова емблема українських Військово-Морських Сил (Від адмірала до молодшого лейтенанта) |
| ------------------------------------------------------------------------------------- | -------------------------------------------------------------------------------------- |
|                                                                                       |                                                                                        |

## Українська армія інших часів

### Козацьке військо
1654 рік
Таблиця рангів старшини і її платні в золотих під час переговорів з московським царем в 1654 році
| Ступінь | Платня | Військова          | Полкова        | Сотенна        |
| ------- | ------ | ------------------ | -------------- | -------------- |
| 1       |        | Гетьман            |                |                |
| 2       | 1000   | Військовий писар   |                |                |
| 3       | 400    | Обозний Осавул     |                |                |
| 4       | 300    | Суддя              | Полковник      |                |
| 5       | 200    |                    | Осавул         | Сотник         |
| 6       | 100    | Писар суддівський  |                |                |
| 7       | 50     | Бунчужний Хорунжий | Писар Хорунжий |                |
| 8       | 30     |                    |                | Хорунжий Козак |

1756—1784 роки
Військові та цивільні ранги в Гетьманщині. Таблиця рангів старшини і її платні в золотих під час переговорів з московським царем в 1654 році:
| Ранг | Військові уряди                                               | Артилерія                                                                      | Цивільні уряди                                         | Охочекомонні полки                                |
| ---- | ------------------------------------------------------------- | ------------------------------------------------------------------------------ | ------------------------------------------------------ | ------------------------------------------------- |
| 1    | Генеральний обозний                                           |                                                                                |                                                        |                                                   |
| 2    |                                                               |                                                                                | Генеральний суддя Генеральний підскарбій               |                                                   |
| 3    | Генеральний осавул Генеральний хорунжий Генеральний бунчужний |                                                                                | Генеральний писар                                      |                                                   |
| 4    | Полковник                                                     |                                                                                |                                                        |                                                   |
| 5    | Бунчуковий товариш                                            | Осавул генеральної артилерії Полковий обозний                                  | Писар генерального суду Старший військовий канцелярист | Полковник                                         |
| 6    |                                                               | Хорунжий генеральної артилерії                                                 | Полковий суддя                                         | Обозний                                           |
| 7    | Полковий осавул Полковий хорунжий                             |                                                                                | Полковий писар Військовий перекладач                   |                                                   |
| 8    | Сотник                                                        | Писар генеральної артилерії Отаман генеральної артилерії                       | Військовий канцелярист                                 | Полковий писар Полковий осавул Полковий хорунжий  |
| 9    | Значковий товариш                                             | Осавул полкової артилерії                                                      | Городовий отаман Писар полкового суду                  | Сотник / Ротмістр Жолдацький капітан              |
| 10   | Сотенний осавул Сотенний хорунжий                             | Писар полкової артилерії Хорунжий полкової артилерії Отаман полкової артилерії | Сотенний писар Полковий канцелярист                    | Сотник компанійський / Старшина Жолдацький отаман |
| 11   | Курінний отаман                                               |                                                                                | Городничий Сільський отаман                            |                                                   |
| 12   | Виборний козак                                                |                                                                                |                                                        | Жолдак                                            |

## СРСР
Військові звання у 1943—1955
6 січня 1943 року Указом Верховної Ради СРСР у Збройних Силах СРСР були введені погони. Вводилися погони двох видів: повсякденні і польові. Розміри погон: ширина 6 см, довжина 14-16 см (залежно від розміру одягу).
Вищий офіцерський склад
| Військові звання | Генерал-майор | Генерал-лейтенант | Генерал-полковник | Генерал армії | Маршал роду військ | Головний маршал роду військ | Маршал Радянського Союзу | Генералісимус Радянського Союзу |
| ---------------- | ------------- | ----------------- | ----------------- | ------------- | ------------------ | --------------------------- | ------------------------ | ------------------------------- |
| Погон            |               |                   |                   |               |                    |                             |                          |                                 |

Старший та молодший офіцерський склад
| Військові звання | Молодший лейтенант | Лейтенант | Старший лейтенант | Капітан | Майор | Підполковник | Полковник |
| ---------------- | ------------------ | --------- | ----------------- | ------- | ----- | ------------ | --------- |
| Погон            |                    |           |                   |         |       |              |           |

Сержантський (старшинський) та солдатський (матроський) склад
| Військові звання | Рядовий | Єфрейтор | Молодший сержант | Сержант | Старший сержант | Старшина |
| ---------------- | ------- | -------- | ---------------- | ------- | --------------- | -------- |
| Погон            |         |          |                  |         |                 |          |